# Noriyuki Asakura
Asakura Noriyuki, (朝倉 紀行, Asakura Noriyuki ), nacido un 11 de febrero de 1954 en Itabashi, Tokio, es un compositor japonés. Músico que ha compuesto bandas sonoras para algunos animes y videojuegos, entre los más destacados de los cuales se encuentran: Rurouni Kenshin y Major por parte de las series de anime, y la saga Tenchu por parte de los videojuegos. Además de compositor, trabaja también como director y cantante, ya que posee una buena voz.

## Biografía
Siendo nativo de Itabashi, entró en la industria musical en los años 80, componiendo la música para varios programas de televisión y películas. También trabajó como productor musical para varias estrellas pop de su país durante la década de los 80 y principios de la de los 90. 
En 1995 compuso la banda sonora para la serie anime de Rurouni Kenshin: El Guerrero Samurái, donde mientras se estaba emitiendo, introdujo influencias de música Rock combinadas con una base más tradicional de Japón. Con ello consiguió plasmar el espíritu de las conocidas películas clásicas Jidaigeki, además de incorporar también elementos modernos --como guitarras y breakbeats-- a la grabación, dándole un toque más contemporáneo. Eso le hizo destacar por ese trabajo, empujándole a utilizar ese recurso en composiciones posteriores. Sus trabajos han sido lanzados al mercado en forma de numerosos CD, y una de sus mayores aspiraciones es lograr algún día un premio de la Academia de Hollywood por alguna de sus bandas sonoras de cine.
Contrariamente a lo que se cree, "Add'ua", el tema musical para el primer juego de Tenchu no fue cantada en japonés, sino en la lengua Hausa del África Occidental, a petición de su esposa. 	
"Sadame", el tema cantado para "Tenchu: Wrath of Heaven", y "Kurenai no Hana ", el tema cantado para "Tenchu: Fatal Shadows", se realizaron en japonés.
Asakura vive en Tokio y trabaja en su propio estudio de música. Continúa componiendo música para programas de televisión, dibujos animados y videojuegos.

## Discografía

### Bandas Sonoras de Anime
| Título del Anime                     | Año de Salida |
| ------------------------------------ | ------------- |
| Shakotan Boogie (OVA)                | 1991          |
| Rurouni Kenshin, el Guerrero Samurái | 1996          |
| Major                                | 2004          |
| Ragnarok The Animation               | 2004          |
| Atom: The Beginning                  | 2017          |

### Bandas Sonoras de Videojuegos
| Título del Videojuego         | Año de Salida | Plataforma           | Compañía                    |
| ----------------------------- | ------------- | -------------------- | --------------------------- |
| Crime Crackers                | 1994          | PlayStation          | Media Vision                |
| Crime Crackers 2              | 1997          | PlayStation          | Media Vision                |
| Tenchu                        | 1998          | PlayStation          | Acquire Corporation         |
| Tenchu 2                      | 2000          | PlayStation          | Acquire Corporation         |
| Way of Samurai                | 2001          | PlayStation 2        | BAM! Entertainment Incoated |
| Tenchu: Wrath of Heaven       | 2003          | PlayStation 2        | FromSoftware Incoated       |
| Way of the Samurai 2          | 2003          | PlayStation 2        | Acquire Corporation         |
| Forbidden Siren               | 2003          | PlayStation 2        | Project Siren               |
| Tenchu: Fatal Shadows         | 2004          | PlayStation 2        | FromSoftware                |
| Capcom Fighting Jam           | 2004          | PlayStation 2        | Capcom                      |
| Samurai Western               | 2005          | PlayStation 2        | Acquire Corporation         |
| Tenchu: Time of the Assassins | 2005          | PlayStation Portable | K2 KKC                      |
| Tenchu: Shadow Assassins      | 2008          | Nintendo Wii         | Acquire Corporation         |
| Way of the Samurai 3          | 2008          | PlayStation 3        | Acquire Corporation         |
| Tenchu: Shadow Assassins      | 2009          | PlayStation Portable | Acquire Corporation         |
| Way of the Samurai 4          | 2011          | PlayStation 3        | Acquire Corporation         |
| Natural Doctrine              | 2014          | PS3, PS4, PSVita     | Kadokawa Games              |
| Sekiro: Shadows Die Twice     | 2019          | PlayStation 4        | FromSoftware                |
| Pro Yakyuu Famista 2020       | 2020          | Nintendo Switch      | Namco Bandai                |

### Bandas Sonoras de Series de TV
| Título de la Serie     | Año de Salida | Director/es                    |
| ---------------------- | ------------- | ------------------------------ |
| Time Travel Tondekeman | 1989          | Sugino Akira y Yuyama Kunihiko |

## Detalles
- La música de Asakura Noriyuki destaca por incorporar elementos contemporáneos y Rock mezclados con música tradicional japonesa.
- Es muy conocido por sus composiciones, donde mezcla música japonesa con elementos de Rock, Jazz y de varias partes del mundo.